# Perrinet Gressart
Perrinet Gressart signore di Passy-les-Tours (1380 circa – Château de la Motte Josserand, 1438) è stato un militare e politico francese.
Chiamato anche Gressard e detto Granet (Alexandre Dumas padre lo chiamò «Perrin Granet» nella sua Jehanne la Pucelle, 1883), fu vassallo di Filippo III di Borgogna, governatore e capitano generale della Nièvre.

## Biografia
Incerte e frammentarie sono le notizie sulla sua nascita. Alcuni storici sostengono che sia nato a Chalon-sur-Saône, ultimo figlio maschio di un ramo borgognone dei de Granet. La madre potrebbe essere stata la figlia di Perel-Perrinet de Granet (Perellus Graneti nominato nel 1355). Il padre proveniva forse dal Poitou. 
A rendere plausibili queste tesi storiche vi sono anche le arme del suo stemma: d'azzurro al leone d'oro: queste arme sono le stesse di quelle portate dal XII secolo dai Granet della Borgogna, delle Fiandre, della Normandia, dello Champagne e dell'Aquitania. 
Perrinet assunse un rilevante interesse storico per gli avvenimenti che riguardarono la cosiddetta guerra dei Lancaster, ultimo periodo della guerra dei cent'anni, che si concluse nel 1453 con l'espulsione degli inglesi dai territori francesi, fatta eccezione per la cittadina di Calais, riconquistata alla Francia solo nel 1558.
Nel 1415 Enrico V d'Inghilterra invase la Normandia, con la battaglia di Azincourt annientò l'esercito francese e in meno di due anni riuscì a espugnare tutte le fortezze normanne. Rouen, assediata e stremata, si arrese al sovrano inglese il 19 gennaio 1419.
Nel 1419 Giovanni di Borgogna (1371-1419], noto come Giovanni senza Paura, venne assassinato dalla scorta del Delfino, figlio di Carlo VI di Francia in occasione di un incontro a Montereau-Fault-Yonne. Gli succedette il figlio Filippo III di Borgogna, che firmò nel 1420 il Trattato di Troyes con Enrico V d'Inghilterra, trattato che prevedeva l'esclusione dalla successione del Delfino, futuro Carlo VII di Francia in favore di Enrico V. Vennero così unificate le due corone di Francia e d'Inghilterra. 
Nel 1422 dopo la morte di Enrico V e di Carlo VI, Enrico VI d'Inghilterra venne proclamato Re di Francia e d'Inghilterra sotto la reggenza di Giovanni Plantageneto, I duca di Bedford, fratello cadetto di Enrico V che sposò Anna di Borgogna, sorella di Filippo III di Borgogna. La Francia fu divisa in tre zone d'influenza: il sud (tutte le terre a sud della Loira con l'eccezione della Guienna) fedele al Delfino, il nord-ovest, occupato dagli inglesi, ed il resto appannaggio dei borgognoni. Sempre nel 1422 Bona d'Artois, vedova di Filippo di Nevers, per impedire al Delfino di Francia di minacciare la Contea di Nevers, suggerì al suo governatore Louis de Listenois e a Perrinet Gressart de Granet di occupare il castello di Passy-les-Tours, che apparteneva alla sua dama di compagnia Héliette Girard, vedova di Guillaume de Chevenon. 
Nel 1423 un esercito anglo borgognone guidato da Claude de Chastellux vinse la battaglia di Cravant contro l'esercito di Carlo VII; partecipò a questa battaglia anche Perrinet, che nello stesso anno riuscì ad occupare La Charité-sur-Loire, che trasformò in una piccola capitale.
Nel 1424 Filippo III di Borgogna e Carlo VII di Francia firmarono una tregua. In quell'anno di relativa pace Arturo III di Bretagna diventò connestabile di Francia; Carlo I di Borbone, conte di Clermont, sposò Agnese di Borgogna e Perrinet sposò Huguette de Courvol, vedova di Jean des Ulmes.
Nel 1425 Perrinet fece prigioniero quello che diventerà uno dei suoi peggiori nemici: Georges de La Trémoille, ex ciambellano di Giovanni di Borgogna passato nel 1419 dalla parte di Carlo VII.
Nel 1426 comprò il Château de la Motte Josserand da Jeanne de Bazoches e fece sposare la propria nipote e figlia adottiva Etiennette de Gresille de la Langiere al compagno d'armi François de Surienne, detto l'Aragonese, zio di Rodrigo Borgia (papa Alessandro VI). Da questo matrimonio nacque Jeanne de Surienne (†1528) che sposò nel 1441 Richard Aux Epaules e che fu madre di Georges Aux Epaules, marito di Magdeleine de Dreux, discendente di Ugo Capeto.
Nel 1427 Georges de La Trémoille con Arturo III di Bretagna fece assassinare il gran ciambellano Pierre de Giac per prenderne il posto e sposarne la ricca moglie Catherine de l'Isle Bouchard. Sempre nel 1426 Bona d'Artois, contessa di Nevers, donò a Perrinet il Castello di Meauce.
Nel 1428 Perrinet riuscì ad impedire la conquista di Nevers e di Decize e s'impegnò, in un atto del 25 agosto, con i Conti di Nevers e di Rethel di non fare la guerra contro i paesi del Bourbonnais, d'Alvernia, del Beaujolais, e del Contado di Sancerre.
Nel 1429 Giovanna d'Arco con Carlo II d'Albret, comandante delle truppe di Carlo VII, tentò di prendere Charité-sur-Loire ma Perrinet riuscì a respingere questo assalto. Nello stesso anno Giovanni II di Lussemburgo-Ligny firmò a Compiègne una tregua di quattro mesi con Carlo VII ed Enrico VI d'Inghilterra nominò Filippo III di Borgogna lieutenant-général per il reame di Francia.
Nel 1431 Perrinet riprese Saint-Pierre-le-Moûtier, Saincaize-Meauce e Château-Chinon, che si erano arrese nel 1429 alle truppe di Carlo d'Albret; nello stesso anno, dopo la morte di Giovanna d'Arco, Filippo III di Borgogna firmò con Carlo VII una tregua di due anni.
Nel 1433 Perrinet, con l'aiuto di suo nipote François de Surienne, conquistò Montargis.
Nel 1435 Amedeo VIII di Savoia e Arturo III di Bretagna proposero una pace con il duca di Borgogna e il 21 settembre venne firmato il Trattato di Arras. Carlo VII cedette molti territori al duca di Borgogna: le contee di Mâcon e d'Auxerre, i castelli di Bar-sur-Seine, Péronne, Roye e Montdidier, le città di San Quintino, Amiens, Corbie, Abbeville e la contea di Ponthieu. In seguito a questo trattato Perrinet consegnò Charité-sur-Loire a Carlo VII.
Nel 1436 Perrinet nel suo Château de la Motte Josserand fece sposare sua nipote Jeanne Brotière con Jacques de la Rivière figlio di Burreau e fratello di Jean II de La Rivière Signore di Champlemy, balivo del Nivernais.
Nel 1438 Perrinet morì lasciando ai suoi eredi il feudo di Passy-les-Tours e molte terre fra Donzy e Charité-sur-Loire.